# Natural Illusions
| Recensione | Giudizio |
| ---------- | -------- |
| AllMusic   |          |

Natural Illusions è un album del vibrafonista jazz statunitense Bobby Hutcherson, pubblicato dalla Blue Note Records nel 1972.

## Tracce

### LP (1972, Blue Note Records, BST-84416)
Lato A
1. When You're Near – 3:52 (musica: Bobby Hutcherson)
2. The Thrill Is Gone – 4:23 (testo: Lew Brown – musica: Ray Henderson)
3. Sophisticated Lady – 6:09 (testo: Irving Mills, Mitchell Parish – musica: Duke Ellington)
4. Rain Every Thursday – 3:40 (musica: Loonis McGlohon)

Durata totale: 18:04
Lato B
1. The Folks Who Live on the Hill – 4:58 (testo: Oscar Hammerstein II – musica: Jerome Kern)
2. Lush Life – 5:29 (Billy Strayhorn)
3. Shirl – 5:10 (musica: Horace Silver)

Durata totale: 15:37

## Musicisti
- Bobby Hutcherson – vibrafono
- Hank Jones – pianoforte
- Gene Bertoncini – chitarra
- Ron Carter – contrabbasso
- Jack DeJohnette – batteria

Sovraincisioni del 3 marzo 1972:
- Gene Bianco – arpa
- Seymour Barab – violoncello
- Daniel Trimboli – flauto
- Romeo Penque – flauto
- Hubert Laws – flauto
- Philip Bodner – flauto
- George Marge – oboe
- John Leone – fagotto
- Irving Spice – violino
- Aaron Rosand – violino
- Julien Barber – viola
- Seymour Berman – viola
- George Duvivier – contrabbasso
- Wade Marcus – arrangiamenti [2]

### Produzione
- George Butler – produzione
- Registrazioni effettuate il 2 e 3 marzo 1972 al Van Gelder Recording Studio
- Rudy Van Gelder – ingegnere delle registrazioni
- Remixaggio effettuato al A&R Recording Studio
- Don Hahn – ingegnere del remixaggio
- John Van Hammersveld – grafica e design copertina album originale, foto copertina album originale
- Norman Seeff – foto copertina album originale
- Tom (The Master Blaster) Reed – note retrocopertina album originale [3]